# Buruma
Buruma è una circoscrizione rurale (rural ward) della Tanzania situata nel distretto di Butiama, regione del Mara. Conta una popolazione di 16 480 abitanti (censimento 2012).